# Teoyaomqui

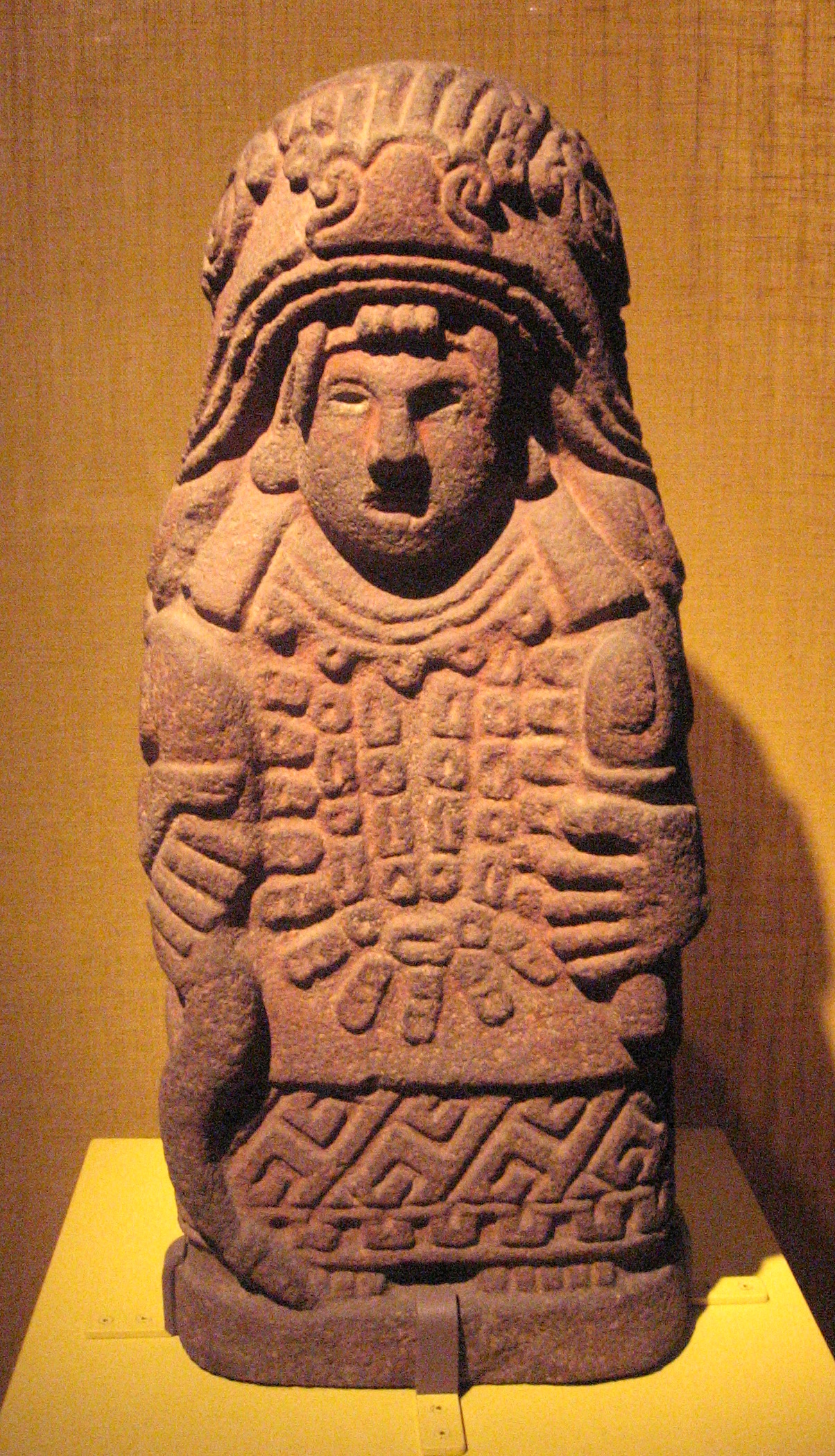
Kamienna figurka Teoyaomqui z kolbą kukurydzy trzymaną w lewej ręcr

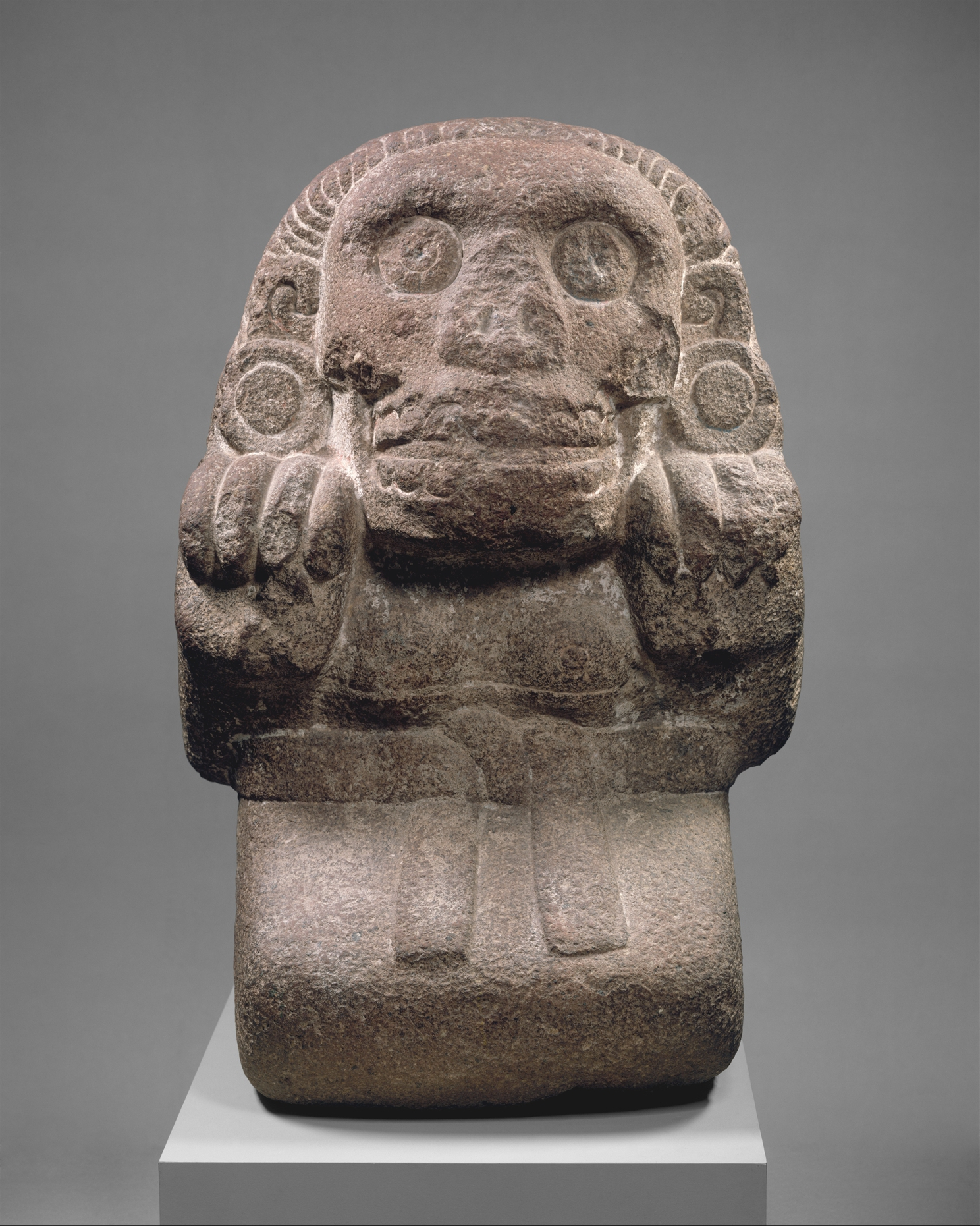
Kamienna figurka Teoyaomqui

Teoyaomqui (Teoyaomquie, Teoyaoimqui, Huahuantli, Cihuacóatl, Cihuacōātl) – aztecka bogini martwych wojowników, także tych wrogich, składanych w ofierze słońcu, których przenosiła do raju. Żona Huitzilopochtlego. Niekiedy występowała pod męską postacią. Była boginią szóstej godziny dnia.